# 2-C-méthyl-D-érythritol-4-phosphate cytidylyltransférase
La 2-C-méthyl-D-érythritol-4-phosphate cytidylyltransférase, ou 4-diphosphocytidyl-2-C-méthyl-D-érythritol synthase, est une nucléotidyltransférase qui catalyse la conversion du 2-C-méthylérythritol-4-phosphate (MEP) en 4-diphosphocytidyl-2-C-méthylérythritol (CDP-ME) :
|     | + CTP {\displaystyle \rightleftharpoons } PPi + |        |
| MEP |                                                 | CDP-ME |

L'ion manganèse Mn2+ ou magnésium Mg2+ intervient comme cofacteur dans cette réaction.
Cette enzyme intervient à la troisième étape de la voie du méthylérythritol phosphate, qui est une voie métabolique de biosynthèse de l'isopentényl-pyrophosphate (IPP) et du diméthylallyl-pyrophosphate (DMAPP) alternative à la voie du mévalonate chez les plantes, certains protozoaires et la plupart des bactéries, l'IPP et le DMAPP étant des métabolites qui conduisent notamment à la synthèse des terpénoïdes.